# Ɵ
Cette page contient des caractères spéciaux ou non latins. S’ils s’affichent mal (▯, ?, etc.), consultez la page d’aide Unicode.
Pour les articles homonymes, voir O barré.
Ɵ (minuscule ɵ), appelé O rayé ou O barré, est une lettre additionnelle qui fait partie de l'alphabet turcique uniforme et était utilisée dans l’écriture du tatar et du touvain. Il fait partie de l'alphabet africain de référence, et est utilisé en dan au Liberia et en mayogo en République démocratique du Congo. Il est aussi utilisé dans l’écriture du guambiano en Colombie, ou de l’ute aux États-Unis. La lettre est formée d'un O diacrité par une barre horizontale inscrite. Elle n’est pas à confondre avec le O barré obliquement ‹ Ø, ø › qui est aussi appelé « O barré ».

## Utilisation
La lettre O rayé est utilisée en dan au Liberia. Elle peut être diacritée avec un accent indiquant le ton, par exemple : ɵ́, ɵ̀, ɵ̂.
En ute, le o rayé est utilisé pour transcrire une voyelle mi-fermée antérieure arrondie [ø].

### Alphabet phonotypique

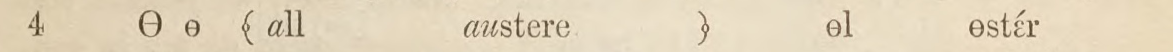
Description de la lettre o barré par Ellis en 1848, en anglais écrit avec l’alphabet phonotypique.

Le o barré ‹ Ɵ ɵ › est utilisé dans l’alphabet phonotypique d’Isaac Pitman de 1845 et y représente une voyelle mi-ouverte postérieure arrondie [ɔ], par exemple dans le mot anglais caught [ˈkʰɔːt].

### Alphabet phonétique international
Le o barré ‹ ɵ › et l’epsilon fermé ‹ ʚ › ont été utilisés par certains linguistes allemands, dont Wilhelm Viëtor en 1899, comme alternatives aux symboles de l’alphabet phonétique international, respectivement, o barré diagonalement ‹ ø › pour une voyelle mi-fermée centrale arrondie et e dans l’o ‹ œ › pour une voyelle mi-ouverte antérieure arrondie. Ces deux symboles sont admis comme symboles alternatifs par l’Association phonétique internationale, durant plusieurs années au début du XXe siècle.

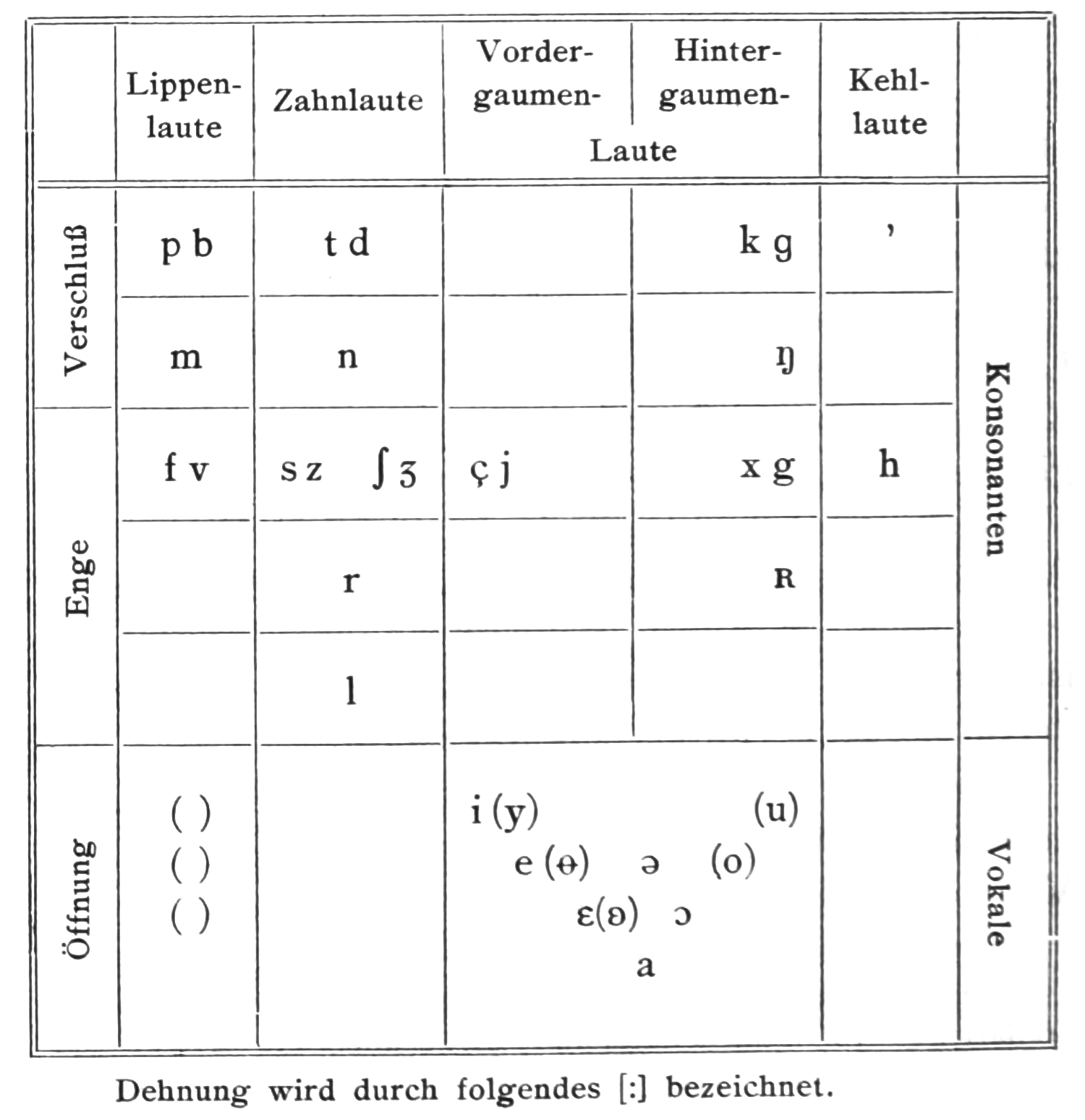
Tableau des symboles phonétiques dans Viëtor 1906.
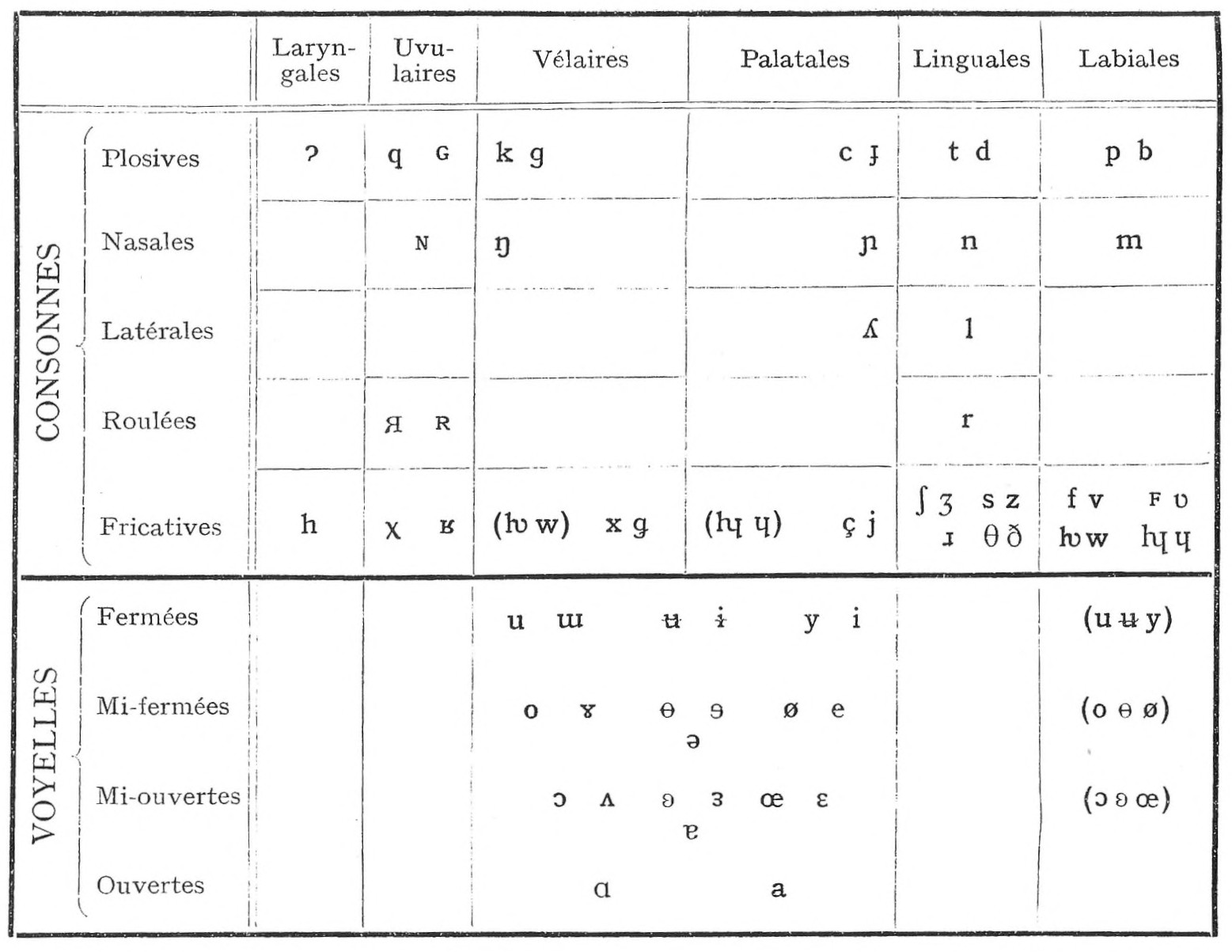
Tableau des symboles API de 1921.

Le o barré ‹ ɵ › est ensuite utilisé dans l'alphabet phonétique international, déjà dans L’écriture phonétique internationale publié en 1921, et officiellement à partir de 1928, pour transcrire la voyelle mi-fermée centrale arrondie, voyelle entre o et ø ; celle-ci pouvant aussi être transcrite [ö]. Le o barré devient le symbole officiel de cette voyelle en 1993

### Variantes et formes
| Majuscule | Minuscule | Description |
| --------- | --------- | --- |
|           |           | Forme la plus courante, avec la barre courte inscrite dans le contrepoinçon. |
|           |           | Forme avec la barre longue, étendue à gauche et à droite de la forme du o, plus rare mais retrouvée au début du XXe siècle. Cette forme est similaire au thêta infelix ‹ Ꝋ, ꝋ ›. |

## Représentation informatique
Cette lettre possède les représentations Unicode suivantes :
- précomposé (Latin étendu B, Alphabet phonétiquet international)

| formes    | représentations | chaînes de caractères | points de code | noms Unicode                             | descriptions                           |
| --------- | --------------- | --------------------- | -------------- | ---------------------------------------- | -------------------------------------- |
| capitale  | Ɵ               | Ɵ                     | U+019F         | LATIN CAPITAL LETTER O WITH MIDDLE TILDE | lettre majuscule latine o tilde médian |
| minuscule | ɵ               | ɵ                     | U+0275         | LATIN SMALL LETTER BARRED O              | lettre minuscule latine o barré        |